# Steve Lewis
Steven Earl (Steve) Lewis (Los Angeles, 16 mei 1969) is een voormalige Amerikaanse sprinter die was gespecialiseerd op de 400 m. Hij werd olympisch kampioen en Amerikaans kampioen op deze discipline. Zijn persoonlijk record van 43,87 behoort nog altijd tot een van de snelste tijden ter wereld. Ook won hij tweemaal olympisch goud op de 4 x 400 m estafette. Vijf jaar lang had hij het wereldrecord in handen op de estafetteloop. Zijn laatste verbetering is nog altijd geldig als olympisch record.
Lewis was in 1988 niet een geheel onbekende. Al in 1987 won hij de Amerikaanse jeugdkampioenschappen in een persoonlijk record van 45,76. Op de Amerikaanse olympische selectiewedstrijd verbeterde hij zijn persoonlijk record naar 44,61 in de kwartfinale. Deze tijd was tevens een verbetering van het wereld juniorenrecord. In de halve finale verbeterd hij zijn tijd verder naar 44,11 seconden. In de finale kon hij zijn tijd niet verder verbeteren en werd derde achter zijn landgenoten Butch Reynolds en Danny Everett.
Op de Olympische Spelen van 1988 in Seoel was zijn landgenoot Reynolds de grote favoriet voor het goud op de 400 m. Slechts enkele gaven Lewis een kans. In de finale begonnen Lewis en Everett met hoge snelheid. Hierdoor viel Reynolds terug, maar kon vlak voor de finish nog Everett voorbij snellen. Hij kon wel dicht bij Lewis komen, maar hem niet inhalen. Lewis won de wedstrijd in 43,87 seconden hetgeen opnieuw een verbetering van het wereld juniorenrecord betekende. Het zilver ging naar Butch Reynolds en het brons naar Danny Everett. Slechts enkele dagen later won hij zijn tweede gouden medaille met zijn teamgenoten Danny Everett, Kevin Robinzine en Butch Reynolds op de 4 x 400 m estafette. Met een nieuw wereldrecord van 2.56,16 versloegen ze de estafetteploegen uit Jamaica (zilver) en Duitsland (brons).
In 1990 won hij de Universiteitskampioenschappen en de Amerikaanse kampioenschappen op de 400 m. Op de Olympische Spelen van 1992 in Barcelona kwam hij wederom uit op de 400 m en de estafetteloop. Zijn olympische titel op de 400 m kon hij niet prolongeren. Hier werd hij tweede achter zijn landgenoot Quincy Watts (goud) en voor de Keniaan Samson Kitur (brons). Op de 4 x 400 m estafette veroverde hij wel voor de tweede maal het goud met zijn teamgenoten Andrew Valmon, Quincy Watts en Michael Johnson. Ditmaal versloegen ze met wederom een wereldrecord (2.55,74) de teams uit Cuba (zilver) en Groot-Brittannië (brons).
De rest van zijn sportcarrière had hij te kampen met blessures en werd hij getroffen door een virusinfectie. Hij nam geen deel meer aan internationale wedstrijden.

## Titels
- Olympisch kampioen 400 m - 1988
- Olympisch kampioen 4 x 400 m - 1988, 1992
- Amerikaans kampioen 400 m - 1990
- NCAA kampioen 400 m - 1998

## Wereldrecords
| Afstand   | Tijd (min) | Estafetteploeg                                            | Datum      | Plaats    |
| --------- | ---------- | --------------------------------------------------------- | ---------- | --------- |
| 4 x 400 m | 2.56,16    | Daniel Everett Steve Lewis Kevin Robinzine Butch Reynolds | 01.10.1988 | Seoel     |
| 4 x 400 m | 2.55,74    | Andrew Valmon Quincy Watts Michael Johnson Steve Lewis    | 08.08.1992 | Barcelona |

## Persoonlijke records
| Onderdeel | Prestatie | Datum             | Plaats    |
| --------- | --------- | ----------------- | --------- |
| 300 m     | 31,82 s   | 17 juli 1992      | Gateshead |
| 400 m     | 43,87 s   | 28 september 1988 | Seoel     |

## Palmares

### 400 m
- 1988:  OS - 43,87 s
- 1992:  OS - 44,21 s
- 1993: 5e Grand Prix Finale - 45,21 s

### 4 x 400 m
- 1988:  OS - 2.56,16 (WR)
- 1992:  OS - 2.55,74 (WR)

1896: Thomas Burke ·
1900: Maxey Long ·
1904: Harry Hillman ·
1908: Wyndham Halswelle ·
1912: Charles Reidpath ·
1920: Bevil Rudd ·
1924: Eric Liddell ·
1928: Ray Barbuti ·
1932: Bill Carr ·
1936: Archie Williams ·
1948: Arthur Wint ·
1952: George Rhoden ·
1956: Charlie Jenkins ·
1960: Otis Davis ·
1964: Mike Larrabee ·
1968: Lee Evans ·
1972: Vince Matthews ·
1976: Alberto Juantorena ·
1980: Viktor Markin ·
1984: Alonzo Babers ·
1988: Steve Lewis ·
1992: Quincy Watts ·
1996: Michael Johnson ·
2000: Michael Johnson ·
2004: Jeremy Wariner ·
2008: LaShawn Merritt ·
2012: Kirani James · 
2016: Wayde van Niekerk · 
2020: Steven Gardiner · 
2024: Quincy Hall
1912: Sheppard, Lindberg, Meredith, Reidpath ·
1920: Griffiths, Lindsay, Ainsworth-Davis, Butler ·
1924: Cochran, Helffrich, MacDonald, Stevenson ·
1928: Baird, Alderman, Spencer, Barbuti ·
1932: Fuqua, Ablowich, Warner, Carr ·
1936: Wolff, Rampling, Roberts, Brown ·
1948: Harnden, Bourland, Cochran, Whitfield ·
1952: Wint, Laing, McKenley, Rhoden ·
1956: Jenkins, Jones, Mashburn, Courtney ·
1960: Yerman, Young, G. Davis, O. Davis ·
1964: Cassell, Larrabee, Williams, Carr ·
1968: Matthews, Freeman, James, Evans ·
1972: Asati, Nyamau, Ouko, Sang ·
1976: Frazier, Brown, Newhouse, Parks ·
1980: Valiulis, Linge, Tsjernetski, Markin ·
1984: Nix, Armstead, Babers, McKay ·
1988: Everett, Lewis, Robinzine, Reynolds ·
1992: Valmon, Watts, Johnson, Lewis ·
1996: Harrison, Smith, Mills, Maybank ·
2000: Bada, Chukwu, Monye, Udo-Obong  ·
2004: Harris, Brew, Wariner, Williamson ·
2008: Merritt, Taylor, Neville, Wariner ·
2012: Brown, Pinder, Mathieu, Miller ·
2016: Hall, McQuay, Roberts, Merritt ·
2020: Cherry, Norman, Deadmon, Benjamin ·
2024: Bailey, Norwood, Deadmon, Benjamin